# Ransford Osei
Ransford Osei (ur. 5 grudnia 1990 w Kumasi) – ghański piłkarz grający na pozycji napastnika.

## Kariera
Był podstawowym zawodnikiem w reprezentacji swojego kraju na MŚ do lat 17, które odbyły się na przełomie sierpnia i września 2007 roku w Korei, gdzie zdobył 6 bramek, zajmując tym samym drugie miejsce na liście królów strzelców tych rozgrywek.
28 lutego 2008, zawodnik został do końca sezonu 2007/2008 wypożyczony do Legii Warszawa. 18 marca transfer Oseia do Legii w myśl obowiązujących przepisów zablokowała FIFA. Działacze KP Legia na podstawie wytycznych FIFA, dotyczących zawodników niepełnoletnich – nie mogliby zarejestrować zawodnika do rozgrywek Orange Ekstraklasy. Piłkarz odszedł do Maccabi Hajfa. W lecie 2009 został wypożyczony do FC Twente, a w 2010 do Granady. Następnie grał w zespołach Bloemfontein Celtic FC, Asante Kotoko SC, Polokwane City FC, Rovaniemen Palloseura, FC Santa Claus oraz FK Palanga.